# خورخي بيليجريني
خورخي بيليجريني (بالإسبانية: Jorge Pellegrini)‏ هو لاعب كرة قدم أرجنتيني، ولد في 12 يوليو 1956 في سانتا في في الأرجنتين. شارك مع منتخب الأرجنتين لكرة القدم. أما مع النوادي، فقد لعب مع أتليتيكو توكومان وأرجنتينوس جونيورز وانيستتوتو وإنديبندينتي وجيمناسيا لابلاتا وروزاريو سنترال وفيليز سارسفيلد ونادي أتليتيكو كولون.